# Novosedly (Hřebečníky)
Novosedly jsou malá vesnice a část obce Hřebečníky v okrese Rakovník ve Středočeském kraji.

## Historie
První písemná zmínka o vesnici pochází z roku 1318. Roku 1602 byla vesnice součástí panství Hřebečníky, které tehdy Jindřich Jakub Týřovský z Ensidle prodal Jiřímu Děpoltovi Černínovi z Chudenic.

## Obyvatelstvo
| Rok            | 1869 | 1880 | 1890 | 1900 | 1910 | 1921 | 1930 | 1950 | 1961 | 1970 | 1980 | 1991 | 2001 | 2011 | 2021 |
| -------------- | ---- | ---- | ---- | ---- | ---- | ---- | ---- | ---- | ---- | ---- | ---- | ---- | ---- | ---- | ---- |
| Počet obyvatel | 199  | 158  | 171  | 150  | 140  | 138  | 132  | 96   | 92   | 71   | 52   | 48   | 44   | 33   | 29   |
| Počet domů     | 28   | 28   | 28   | 28   | 29   | 28   | 29   | 29   | 25   | 23   | 20   | 26   | 25   | 27   | 27   |

## Obecní správa
Při sčítání lidu v letech 1850–1909 Novosedly byly osadou obce Hřebečníky v okrese Rakovník. V letech 1910–1979 byly samostatnou obcí v okrese Rakovník. Od 1. ledna 1980 jsou opět částí obce Hřebečníky v okrese Rakovník.